# Pseudosinella seyleri
Pseudosinella seyleri is een springstaartensoort uit de familie van de Entomobryidae. De wetenschappelijke naam van de soort is voor het eerst geldig gepubliceerd in 1989 door Stomp & Tommasi-Ursone.